# Patrick Svensk
Bengt Patrick Svensk, född 30 juli 1966, är en svensk mediechef och affärsman.

## Biografi
Svensk inledde karriären inom Kinnevik och fick tidigt ansvarsfulla poster såsom vd för Kinnevik Media International och tillförordnad vd för TV3.
År 1995 rekryterade Jan Steinmann honom till konkurrenten Scandinavian Broadcasting Systems där han blev vd för Femman, senare Kanal 5. Han fick lämna Kanal 5 i november 1999.
Istället grundade han investeringsbolaget SkyVentures i december 1999 tillsammans med entreprenörerna Patrik Lindehag och Tor Jörgensborg och med Steinmann som styrelseordförande. Företaget investerade i medier och e-handel.
I april 2003 köpte produktionsbolaget MTV Produktion konkurrenten Mastiff Media och Svensk rekryterade som ny VD för det sammanslagna bolaget. År 2005 köpte MTV även Jarowskij och koncernen bytte namn till Zodiak Television. Under Svensks tid som vd köptes även Yellow Bird och år 2008 köptes hela koncernen av italienska De Agostini. Efter konsolidering inom De Agostini var Svensk inte längre vd för Zodiak och valde därför att lämna företaget 2010.
År 2011 rekryterades Svensk av konkurrenten MTG för att bli "vice president of content" och ordförande för Modern Studios (senare MTG Studios) där Strix Television ingick. Under Svensk gjorde även MTG ett antal förvärv, vilket kulminerade i köpet av Nice Entertainment Group 2013. Förvärven och MTG:s dåvarande produktionsverksamhet slogs ihop under namnet Nice Entertainment Group. Några månader efter sammanslagningen, i maj 2014, lämnade Svensk MTG och Morten Aass blev ny VD för den sammanslagna studiogruppen.
År 2017 blev Svensk vd för eventbolaget Bright Group.